# Universidad Stendhal
La Universidad Stendhal, Grenoble 3 es una universidad francesa situada en la ciudad de Grenoble y centrada en los ámbitos de las lenguas extranjeras y sus culturas, la literatura antigua y moderna, y la ciencia del lenguaje y la comunicación. Tradicionalmente ha preparado a profesores y catedráticos, pero además, últimamente ha destacado por preparar a estudiantes para carreras en el campo de la cultura, las comunicaciones y más recientemente, del periodismo.
Cada año el CUEF (Centro Universitario de Estudios Franceses) educa a más de 3.000 estudiantes extranjeros de varios programas de intercambio en asuntos que abarcan la gama de los estudios de francés.
El 11 de septiembre de 2015, el Gobierno francés publicó el decreto de fusión de las tres universidades grenoblenses, con una fusión efectiva a 1.º de enero de 2016. Nacía así la nueva entidad Universidad Grenoble-Alpes.

## Historia
La Universidad Grenoble III nació oficialmente en 1970, pero sus orígenes se remontan a la Edad Media con la Universidad de Grenoble.

### La Universidad medieval de Grenoble
Humberto II fundó la Universidad de Grenoble en 1339. Se podía estudiar derecho canónico, derecho civil, medicina y artes liberales. Cerrada por primera vez en 1367, hubo muchos intentos de reabrirla, pero sin éxito. Finalmente, tras haber sido juzgada como corporaista y conservadora, la Revolución la dondenó a su desaparición en 1793.

### Era Moderna
En los inicios del siglo XIX, Napoleón I creó la Universidad Imperial como un simple agente administrativo. Grenoble se convierte en la sede para una academia que se reúne en 1879. Muchos departamentos de la universidad se mantuvieron independientes del resto y colocados bajo la custodia directa de un director.
Avivada por la Tercera República, la Universidad de Grenoble tenía alrededor de 560 estudiantes a finales del siglo XIX. Al reorganizar los departamentos oficialmente, recibió cierta dinámica con el desarrollo de la estructura industrial y la aparición de los primeros grandes establecimientos científicos.
En 1906 el departamento de humanidades apoya a Julian Luchaire, catedrático de lengua y literatura italiana, quien creó el Instituto Francés de Florencia. Este sería el primer instituto Francés en el mundo hasta 1918. Hasta 1960, el número de estudiantes de la universidad aumentó con la asimilación de establecimientos dispersos en Grenoble: 3.950 estudiantes en 1946, 4.378 en 1955, y 7.740 en 1960. Desde 1960 a 1971, el destello de la liberación demográfica elevó el número de estudiantes a 25.000.

### Creación de Grenoble 3
Gracias a Edgar Faure (1968) un nuevo tipo de universidad vio la luz: la Institución pública de carácter científico, cultural y profesional (EPCSCP) dotada de autonomía. Los departamentos se eliminaron y se reemplazaron por Unidades de Enseñanza e Investigación (UER) que se convertirían en Unidades de Formación e Investigación (UFR). El certificado de nacimiento de la Universidad de Grenoble 3, Stendhal, y sus 3 homólogas nativas: Grenoble 1, Grenoble 2 y Grenoble-INP (instituto politécnico); se firmó en 1970.

### Era Contemporánea
Tan pronto como se creó Grenoble 3, se abrió a nuevos dominios y llevó al nacimiento de la ciencia de las lenguas y al departamento de Comunicación y lenguas extranjeras aplicadas (LEA). Las iniciativas se multiplicaron respecto a la diversificación de los campos de estudio combinando campos no especializados y campos para vocaciones profesionales:
- Un nuevo departamento de LEA en 1971.
- Diplomas para abogados y economistas trilingües en 1974.
- Licenciaturas y másteres en Información y Comunicación en 1987.
- DESS (diploma de estudios superiores) en Traducción especializada y producción de textos multilingües en 1992.
- Creación de las UFR para las Ciencias de la Comunicación y las Ciencias del Lenguaje en 1989.